# Störung einer Bestattungsfeier
Störung einer Bestattungsfeier ist ein Straftatbestand (Vergehen), der in Deutschland in § 167a des Strafgesetzbuches (StGB) und in Österreich in § 191 des Strafgesetzbuches (öStGB) geregelt ist.

## Deutschland

### Strafgrund
Der Strafgrund ist nach der herrschenden Ansicht das Pietätsempfinden der an der Bestattungsfeier Teilnehmenden. Eine Mindermeinung möchte zusätzlich das Persönlichkeitsrecht des Verstorbenen als geschützt ansehen. Eine weitere Mindermeinung vertritt die Ansicht, dass die Norm ausschließlich den öffentlichen Frieden schütze. Eine höchstrichterliche Klärung existiert nicht.

### Tatobjekt und Tathandlung
Grundsätzlich muss eine Bestattungsfeier vorliegen. Eine Bestattung ist jede Veranstaltung, mit der von einem Toten Abschied genommen wird. Feierlich ist etwas, wenn mit Würde dem Augenblick Rechnung getragen wird. Fehlt dieser Rahmen gänzlich, so scheidet eine Strafbarkeit aus. Der Begriff der Bestattungsfeier ist dabei weit auszulegen. Neben der eigentlichen Beerdigung fallen darunter unmittelbar davor oder danach stattfindende Ereignisse, die im Zusammenhang mit der Bestattung stehen, wie der Staatsakt oder der Leichenzug. Nicht mehr gegeben ist die Strafbarkeit bei einer späteren Gedächtnisfeier. Ebenso soll sie beim „Leichenschmaus“ ausscheiden. Die Anzahl der anwesenden Personen ist belanglos. Ebenso ist irrelevant, ob der Leichnam zugegen ist, wenn die Feier von dem Moment des Abschiednehmens geprägt ist und damit einer Bestattung gleichkommt.
Der Täter muss die Bestattungsfeier stören. Stören ist jedes Beeinträchtigen des vorgesehenen Ablaufs. Anders als bei § 167 muss die Störung nicht in grober Weise erfolgen. Bagatellfälle sind jedoch auszuschließen.
Es handelt sich um ein abstraktes Gefährdungsdelikt. Die Störung muss also keinen Erfolg haben oder zu irgendetwas geeignet sein (Abbruch der Beerdigung o. Ä.).
Der Täter muss außerdem vorsätzlich handeln. Bezüglich der Störung bedarf es zielgerichteten Handelns oder sicheren Wissens. Bedingter Vorsatz genügt hinsichtlich des Vorhandenseins einer Bestattungsfeier.

### Strafrahmen und Prozessuales
Die Tat wird mit Freiheitsstrafe bis zu drei Jahren oder Geldstrafe bestraft. Es handelt sich um ein Offizialdelikt. Ein Strafantrag ist nicht erforderlich.

### Geschichte und kriminalpolitische Bedeutung
§ 167a wurde durch das 1. StrRG vom 25. Juni 1969 in das Strafgesetzbuch aufgenommen und bisher nicht verändert. Ob es Verurteilungen nach der Norm gab ist, unbekannt, veröffentlichte Urteile sind nicht ersichtlich. Die Strafverfolgungsstatistik fasst § 167a und § 168 zusammen, sodass daraus auch keine Schlüsse gezogen werden können.

### Kritik
Kritisiert wird, dass die Norm daraus hinauslaufe, dass das reine Missachten von allgemein erwarteten sozialen Verhaltensweisen ohne Schaden abseits von gekränkten Gefühlen strafrechtlich sanktioniert werde. Ob sich eine Strafnorm allerdings allein durch verletzte Gefühle rechtfertigen lasse, sei zweifelhaft. So ließe sich argumentieren, dass das Verletzen von bedeutenden Gefühlen andernorts auch straffrei ist (etwa das Stören von Hochzeitsfeiern).
Auch wird angemerkt, dass eine zirkelfreie und darüber hinaus auf alle vermeintlich strafwerten Fallkonstellationen passende Rechtsgutsbestimmung zweifelhaft sei.

## Österreich
In Österreich ist die Strafbarkeit in § 191 des Strafgesetzbuches geregelt. Es existieren signifikante Unterschiede zur Regelung in Deutschland. So ist die Strafandrohung deutlich geringer (maximal drei Monate Freiheitsstrafe). Auch muss eine Eignung vorhanden sein, ein berechtigtes Ärgernis hervorzurufen. Damit handelt es sich um ein konkretes Gefährdungsdelikt.

## Schweiz
Art. 262 des Strafgesetzbuches stellt das böswillige Stören oder «Verunehren» einer Leichenfeier oder eines Leichenzuges unter Strafe.